# Mecky van den Brink
Mechtild Bianca Maria (Mecky) van den Brink (Laren, 10 februari 1950) is een Nederlands beeldend kunstenaar die actief is als sieraadontwerper en textielkunstenaar. Zij werkt in Amsterdam.

## Biografie
Van den Brink is opgeleid aan de afdeling textiel van de Gerrit Rietveld Academie te Amsterdam (1970-1974). Aanvankelijk maakte zij wandkleden, pas vanaf 1979 legt zij zich toe op de vervaardiging van kleurrijke sieraden, ter afleiding van het tijdrovende werk aan wandkleden. Daarbij maakt zij gebruik van alledaagse materialen als textiel, plastic, snoepwikkels, poëzieplaatjes en papier, wat als neveneffect heeft dat haar sieraden bij verkoop geen hoge prijs behoeven. Later past Van den Brink ook scherven, of tweedimensionale kopieën daarvan toe. Vanwege materiaal- en kleurgebruik wordt haar werk vaak geassocieerd met kitsch. Door het gebruik van goedkope materialen en het hanteren van eenvoudige vormprincipes neemt Van den Brink stelling tegen de rationalisering van andere (Nederlandse) sieraadontwerpers.